# Iker Guarrotxena
Iker Guarrotxena Vallejo (Bilbao, 6 dicembre 1992) è un calciatore spagnolo, attaccante del FC Goa.

## Biografia
Anche suo zio Endika è stato un calciatore.

## Carriera
Il 4 agosto 2018 viene acquistato a titolo definitivo per 200.000 euro dalla squadra polacca del Pogoń Stettino.

## Palmarès

### Club

#### Competizioni nazionali
- Indian Super League: 1

Mumbai City: 2023-2024
- Bandodkar Trophy: 1

Goa: 2024
- Super Cup: 1

Goa: 2025

### Individuale
- Capocannoniere della Super Cup: 1

2025 (4 reti)